# Greater (flamingo)
Greater, död 31 januari 2014 i Adelaide, Australien, var världens äldsta större flamingo. Fågeln blev minst 83 år gammal, men aldrig könsbestämd. Den kom till Adelaide Zoo från antingen Hamburg eller Kairo 1919, 1925, 1930 eller 1933. Anledningen till osäkerheten är att arkiven inte är tydliga med vilken last den kom med, men detta var de fyra sista lasterna med fåglar av arten större flamingo till djurparken. Greater var fullvuxen redan när den anlände.
29 oktober 2008 blev Greater attackerad och slagen av fyra tonårspojkar. Fågeln blev skadad, men återhämtade sig snabbt och pojkarna blev åtalade för vanvård av djur.
I april 2013 upptäckte djurvårdarna vid djurparken att fågeln började visa tecken på artrit och började genast behandla honom. I januari 2014 var han dock så dålig att djurparken bestämde sig för att avliva honom. Vid sin död var Greater den sista större flamingon i fångenskap i Australien, som har ett moratorium för import av flamingor.